# أناليس دراغان
أناليس دراغان (ولدت في 15 سبتمبر 2005) هي لاعبة جمباز إيقاعي أمريكية من أصل رومانية. إلى جانب زميلتها في الفريق أندريا فيرديس، تعتير أول لاعبة جمباز رومانية منذ 26 عامًا تتأهل لنهائيات الأجهزة في بطولة العالم في عام 2022. تنافست في دورة الألعاب الأولمبية الصيفية 2024 في فردي إيقاعي للسيدات حيث جاءت في المركز الحادي والعشرين في الجولة التأهيلية لم تتمكن من التقدم إلى النهائي.